# ロイコシアニジンオキシゲナーゼ
ロイコシアニジンオキシゲナーゼ（leucocyanidin oxygenase）は、フラボノイド生合成酵素の一つで、次の化学反応を触媒する酸化還元酵素である。
ロイコシアニジン + 2-オキソグルタル酸 + O2 {\displaystyle \rightleftharpoons } cis- and trans-ジヒドロクェルセチン + コハク酸 + CO2 + 2 H2O
反応式の通り、この酵素の基質はロイコシアニジンと2-オキソグルタル酸とO2、生成物はcis-ジヒドロクェルセチンまたはtrans-ジヒドロクェルセチン、コハク酸、CO2である。
組織名はleucocyanidin,2-oxoglutarate:oxygen oxidoreductaseで、別名にanthocyanidin synthaseがある。